# József Ács (Bildhauer)
József Ács (* 10. Februar 1931 in Székesfehérvár; † 14. Mai 2023) war ein ungarischer Bildhauer und Medailleur.

## Werdegang
Ács studierte von 1952 bis 1958 an der Ungarischen Akademie der bildenden Künste („MKE“) bei Iván Szabó. Er war in erster Linie Steinbildhauer, befasste sich aber auch mit der Gestaltung von Porträtbüsten und von Medaillen. 1968 zeigte er in seiner bisher einzigen umfassenden Einzelausstellung im Kulturzentrum („Művelődési Ház“) des Budapester Stadtteils Rákosligeti sein Schaffen, beteiligte sich aber an einer großen Zahl von Gruppenausstellungen im ungarischen Raum.

## Werke
- Sitzender Bär („Ülő medve“), Steinskulptur, 1961, Budapest 3
- Alexander-Graham-Bell-Bronzebüste, 1965, Budapest, BHG
- Imre-Révész-Steinbüste, 1968, Kecskemét
- Märchensäule („Meseoszlop“), Steinskulptur, 1975, Budapest 17
- Dr.-Gustav-Bärczy-Steinbüste, 1977, Päd. Institut für Sonderschulerziehung, Budapest
- Bärenstamm („Mackók fatörzsön“), Steinskulptur, 1977, Budapest 17
- Gyula-Derkovits-Steinbüste, 1978, Budapest 17
- Mutterschaft, Marmorskulptur, 1979, Budapest 17
- Béla-Bartók-Bronzebüste, 1981, Budapest 17
- Ágoston-Pável-Steinbüste, 1986, Szombathely
- Grabskulptur für den Bildhauer György Ugray (1908–1971) auf dem Óbuda-Friedhof, Budapest